# Kim Dong-jin (Fußballspieler)
Kim Dong-jin (* 29. Januar 1982 in Dongducheon) ist ein ehemaliger südkoreanischer Fußballspieler und heutiger -trainer. Seine Spielerkarriere beendete er zum Jahresbeginn 2019.

## Karriere

### Spieler
Mit 18 Jahren begann Kim seine Erstligakarriere in Südkorea beim FC Seoul, die sich damals noch Anyang Cheetahs nannten. Das war auch die erfolgreichste Zeit des Vereins in den letzten Jahren, der Meisterschaft 2000 folgte die Vizemeisterschaft 2001 und das Finale im Asian Champions Cup 2002. Kim etablierte sich auf der linken Mittelfeldseite und kam im Laufe der Jahre auf über 100 Erstligaspiele für den Klub.
Ende 2003 kam auch sein erster Einsatz in der südkoreanischen Nationalmannschaft. 2004 gehörte er zum Stamm der Olympiaauswahl und bestritt alle Partien in Athen. Seitdem ist er fester Bestandteil der Nationalmannschaft und bestritt auch sieben Qualifikationsspiele für die Fußball-Weltmeisterschaft 2006 in Deutschland. Im Gegensatz zum Verein wurde er dort allerdings defensiver auf der linken Abwehrseite eingesetzt. Bei der WM absolvierte er dann im WM-Aufgebot Südkoreas zwei der drei WM-Spiele seines Landes.
Er und sein Landsmann Lee Ho folgten nach der WM dem scheidenden Nationaltrainer Dick Advocaat nach Russland und sind seitdem für Zenit St. Petersburg im Einsatz. Kim Dong-jin wurde im Finale des UEFA-Pokals 2007/2008 in der letzten Minute für Wiktor Faisulin eingewechselt.
2010 wechselte er zurück in die heimische K-League und schloss sich Ulsan Hyundai FC an. 2011 wechselte er erneut und schloss sich diesmal dem FC Seoul an. 2012 wechselte er nach China zum Hangzhou Nabel Greentown.

### Trainer
Nach seinem Karriereende 2018 wurde Dong-jin von Kitchee SC aus der Hong Kong Premier League zunächst als Co-Trainer unter Vertrag gestellt. Ab 2019 trainierte er außerdem die U15-Jugendmannschaft selbigen Vereins.
Für die Saison 2021/22 übernahm Dong-jin interimsmäßig den Trainerposten der Erstligamannschaft und gab damit einhergehend seine Anstellung als Jugendtrainer auf. Daran anschließend übernahm er 2022 wieder den Job des Co-Trainers.

## Erfolge
(Quelle: )
Anyang LG Cheetahs/FC Seoul
- Südkoreanische Meisterschaft: 2000
- Südkoreanischer Supercup: 2001

Zenit St. Petersburg
- Russische Meisterschaft: 2007
- Russischer Supercup: 2008
- UEFA-Pokal: 2008
- UEFA Super Cup: 2008

Kitchee SC
- Hongkongnesischer Meister: 2016/17, 2017/18
- Hong Kong FA Cup: 2017/18
- Hong Kong Sapling Cup: 2017/18